# Анучины
Анучины (Онучины, Черниковы-Анучины, Черниковы-Онучины) — древний русский дворянский род.
Род внесён в дворянскую родословную книгу Ярославской, Воронежской и Тамбовской губерний. Уфимская ветвь Черниковы-Онучины внесена в шестую часть дворянской родословной книги Оренбургской губернии в 1798 году.

## История рода
Вдова Ивана Онучина — Софья с сыновьями Константином и Евсеем владели поместьем в Тульском уезде (1587). Григорий Анучин воевода в Касимове (1600). Матвей и Севастьян Онучины владели поместьями в Казанском уезде (1619). Иван Иванович Черников-Онучин воевода в Кунгуре (1680—1682). Во 2-й половине XVII века Михаил Ильич владел поместьями в Тарусском уезде, внук его Никита Иванович в Ярославском уезде (1686—1687).
Трое представителей рода владели населёнными имениями (1699).

## Описание герба
В голубом щите справа налево золотая диагональная перевязь. Сверху неё и снизу друг против друга два натянутых чёрных лука со стрелами. Над щитом дворянский коронованный шлем. Нашлемник: встающий варяжский воин с серебряной кольчуге и шлеме, с накинутой на плечи медвежьей шкурой натурального цвета. В правой его руке серебряное с золотым остриём копьё, в левой — зелёная миртовая ветвь. Намёт: голубой, подложен золотом.
Герб внесён в Общий гербовник дворянских родов, Том 15, стр. № 58.

## Известные представители
- Онучины: Пётр Иванович и Степан Васильевич — нижегородские городовые дворяне (1627—1629).
- Онучин Александр Саввинович — московский дворянин (1636—1640).
- Онучин Иван Иванович — московский дворянин (1658).
- Онучин Алексей Степанович — московский дворянин (1660).
- Онучин Михаил Александрович — московский дворянин (1671—1677).
- Онучины: Лука Степанович и Дмитрий Александрович — стряпчие (1677), стольники (1686—1692)[1][4].
- Анучин, Дмитрий Гаврилович (1833—1900) — сенатор, генерал от инфантерии, генерал-губернатор Восточной Сибири
- Анучин Дмитрий Николаевич (1843—1923) — географ, этнограф, археолог, музеевед.
- Онучин (Черников-Онучин), Иван Андреевич — основатель уфимской ветви, дозорный (отводчик земель)[5]
- Черников (Черников-Онучин), Иван — уфимский служилый, основатель деревни Черниково (Онучино) (ныне — Черниковка — исторический район города Черниковска)[6].
- Онучин, Михаил Андреевич — городовой воевода Уфы с лета 1613 по январь 1614[7]
- Черников-Онучин, Иван (Меньшой) Иванович — городовой воевода Бирска[5]
- Черников-Онучин (Анучин), Никита — уфимский дворянин, унтер-офицер гарнизона Уфы, участвовал в обороне Уфимской крепости с конца ноября 1773 по 24 марта 1774[8]